# Титова, Ефимия Денисовна
Ефимия Денисовна Титова (1908, Малые Бутырки, Томская губерния — 25 марта 1962) — колхозница, Герой Социалистического Труда (1948).

## Биография
Родилась в 1908 году в селе Малые Бутырки (ныне — Мамонтовский район Алтайского края). Около 1916 года вместе с семьёй переехала в Туркестанский край в район Семиречья. В 1930 году вступила в колхоз «Искра революции» Саркандского района Талды-Курганской области. C 1944 года по 1968 год работала звеньевой полеводческого звена.
В 1947 году звено Ефимии Титовой собрало около 30 центнеров пшеницы с каждого гектара. На участке площадью 10 гектаров было собрано по 32 центнера пшеницы. За этот доблестный труд по сбору урожая она была удостоена в 1948 году звания Героя Социалистического Труда.
Умерла 25 марта 1962 года.

## Награды
- медаль «Серп и Молот» Героя Социалистического Труда и орден Ленина (28.3.1948);
- орден Трудового Красного Знамени (6.6.1949)[1].